# Skały żyłowe
Skały żyłowe – skały magmowe (hipabisalne bądź subwulkaniczne) przyjmujące formę żył magmowych (intruzji).
- Powstają w szczelinach i żyłach, którymi magma przeciska się przez powierzchniowe warstwy skorupy ziemskiej zbudowane przeważnie ze skał osadowych.
- Skały żyłowe mają podobny skład chemiczny i zawierają podobne minerały, co ich macierzyste skały głębinowe
(mogą mieć nawet dokładnie ten sam skład chemiczny i mineralny, jednak często w wyniku zmniejszenia ciśnienia podczas zbliżania się do powierzchni Ziemi lub kontaminacji substancjami mineralnymi ze skał otaczających żyłę, następuje zmiana charakteru krystalizujących minerałów lub ich składu chemicznego).
- W typowych skałach żyłowych występuje najczęściej struktura porfirowa
(wynika to na ogół z niejednoczesnej krystalizacji minerałów w wyniku szybkiego stygnięcia oraz z tworzenia się podczas krystalizacji pęcherzy wydzielającego się gazu, na ogół na skutek zmniejszenia ciśnienia podczas zbliżania się do powierzchni Ziemi).

Żyły tworzą m.in.: aplity, pegmatyty, porfiry, mikrogranity, lamprofiry, diabazy, cieszynity, albityty.